# Gérard Dalongeville
Gérard Dalongeville est un homme politique français né le 14 septembre 1970 à Bapaume. Militant socialiste de 1986 jusqu'en 2001, il est maire « divers gauche » d'Hénin-Beaumont (Pas-de-Calais) de 2001 à 2009. Il redevient membre du Parti socialiste en 2008, mais est exclu du parti en 2009.
Le 19 août 2013, Gérard Dalongeville est condamné en première instance à quatre ans de prison, dont trois ferme, et à 50 000 euros d'amende pour détournements de fonds publics.

## Biographie
Militant socialiste depuis 1986 à l'âge de 16 ans, conseiller municipal d'une petite commune rurale, Ervillers, dès 18 ans, il mène des études de sciences économiques. En 1992, il est embauché à la mairie d'Hénin-Beaumont, par Pierre Darchicourt, après un passage à Paris. Il se porte candidat à la mairie d'Hénin-Beaumont pour les élections municipales de 2001. Il est exclu du PS pour candidature dissidente bien que soutenu par les élus socialistes du Nord-Pas-de-Calais contre Pierre Darchicourt. Gérard Dalongeville gagne au second tour grâce au ralliement des listes PCF-MDC. Candidat pour un deuxième mandat en 2008, il gagne au deuxième tour en triangulaire devant Daniel Duquenne candidat DVG et Steeve Briois candidat FN.
Le 23 mars 2014, lors du premier tour de l'élection municipale de 2014 qui voit la victoire du FN, il conduit une liste divers gauche qui obtient 9,8 % des suffrages exprimés et lui permet de faire son retour au conseil municipal d'Hénin-Beaumont en tant que conseiller municipal d'opposition. Il démissionne de son mandat le 15 novembre 2014 en renonçant à son appel en cour d'appel de Douai. Son troisième de liste, Clément Golka, le remplace au seul siège du conseil municipal gagné au premier tour des élections municipales et s'apparente immédiatement au groupe Front national.

## Ennuis judiciaires
Alors que sont intervenus plusieurs avis, et un rapport d'observations définitives (public le 30 mars 2008) alarmistes de la chambre régionale des comptes, une enquête préliminaire a été ouverte par le parquet de Béthune, conduisant à une « descente » de la brigade financière à la mairie d'Hénin-Beaumont, puis à la mise en détention le 9 avril 2009 de plusieurs personnes dont Gérard Dalongeville lui-même, Claude Chopin son ancien adjoint aux finances et Guy Mollet l'éditeur d'un journal gratuit diffusé dans les communes du secteur Le Journal du pays, en liquidation judiciaire.
L'arrestation de Gérard Dalongeville, placé en garde à vue le 7 avril 2009, intervenait au lendemain d'un conseil municipal houleux qui l'avait vu faire voter le retrait de fonction de ses opposants au sein de la majorité, Marie-Noëlle Lienemann, première adjointe (PS), qui dénonce, entre autres, des « pratiques inacceptables » et des comptes « insincères », et David Noël, adjoint à la culture (PCF) qui avaient refusé de voter son budget une semaine plus tôt.
Plusieurs chefs d'accusation ont été retenus à l'encontre de Gérard Dalongeville, Claude Chopin et Guy Mollet, notamment faux en écriture et usage de faux, détournements de fonds publics, favoritisme et recel de favoritisme et pour Guy Mollet, un chef d'accusation supplémentaire a été retenu l'extorsion de fonds. Ils sont accusés selon la procureure de la République de Béthune d'avoir mis en place un véritable système de corruption et de fausses factures qui consistait entre autres à facturer à des entreprises extérieures des travaux ou services alors que la municipalité disposait déjà de personnels capables de faire ces mêmes travaux. Ils payaient également des factures à des entreprises qui ensuite n'effectuaient jamais les travaux pour lesquelles elles avaient été payés. Le montant total est pour le moment évalué à 900 000 € mais pourrait atteindre 4 millions d'euros.
Les trois hommes risquent jusqu’à dix ans de prison et 150 000 € d’amende.
Gérard Dalongeville a été entendu le 22 avril 2009 par la juge d'instruction du palais de justice de Béthune, qui lui a signifié que le chef d'accusation de corruption a été ajouté à son encontre sur la foi de documents trouvés dans son cabinet en mairie et sur un témoignage.
Le 23 février 2012, il publie un livre intitulé Rose Mafia concernant la corruption de personnalités socialistes dans le département du Pas-de-Calais,.
Son procès s'ouvre le lundi 27 mai 2013 devant le tribunal correctionnel de Béthune. Défendu par Francis Terquem, l'un des ténors du barreau parisien, auteur du Coup d'État judiciaire (Ramsay) et personnalité du tout-Paris, il encourt jusqu'à 10 ans de prison.

### Condamnations
Le 19 août 2013, Gérard Dalongeville est condamné en première instance à quatre ans de prison, dont trois ferme, et à 50 000 euros d'amende pour détournements de fonds publics. Sa condamnation est au-delà des réquisitions du ministère public, qui avait demandé le 10 juin, quatre ans de prison, dont deux ferme, et 50 000 euros d'amende. Au total, Gérard Dalongeville était poursuivi pour 18 détournements de fonds publics, 11 délits de favoritisme, 6 usages de faux et une corruption passive. Le tribunal a requalifié certains faits et l'a relaxé pour d'autres,,.
Il annonce faire appel de sa condamnation et sa candidature aux élections municipales d'Hénin-Beaumont de 2014. Il retire son appel après l'élection.

## Sanction administrative
Gérard Dalongeville a été suspendu de ses fonctions de maire par un arrêté du 27 avril 2009 du ministère de l'Intérieur publié le 2 mai 2009 au Journal officiel puis finalement révoqué par un décret du président Nicolas Sarkozy, décidé lors du conseil des ministres.
Les recherches sur Legifrance semblent indiquer que cette révocation d'un maire est la première en métropole depuis la décentralisation de 1982.
La mesure de suspension et de révocation ne semble pas liée aux poursuites judiciaires, mais seulement à la mauvaise gestion comptable et budgétaire : la préfecture du Pas-de-Calais a indiqué que le préfet avait demandé la révocation « après la sortie du dernier rapport de la Chambre régionale des comptes sur la gestion de la ville ».
Gérard Dalongeville a fait appel de l'arrêté de suspension et du décret de révocation.
En première instance, il a obtenu l'annulation de sa suspension par le tribunal administratif de Lille, pour défaut de motivation de l'arrêté ministériel.
En novembre 2014, le parquet général a enregistré le désistement de l'appel de Gérard Dallongeville de la sanction prononcée à Béthune. Désormais un juge d’application des peines devrait signifier la suite des évènements,.

## Synthèse des mandats

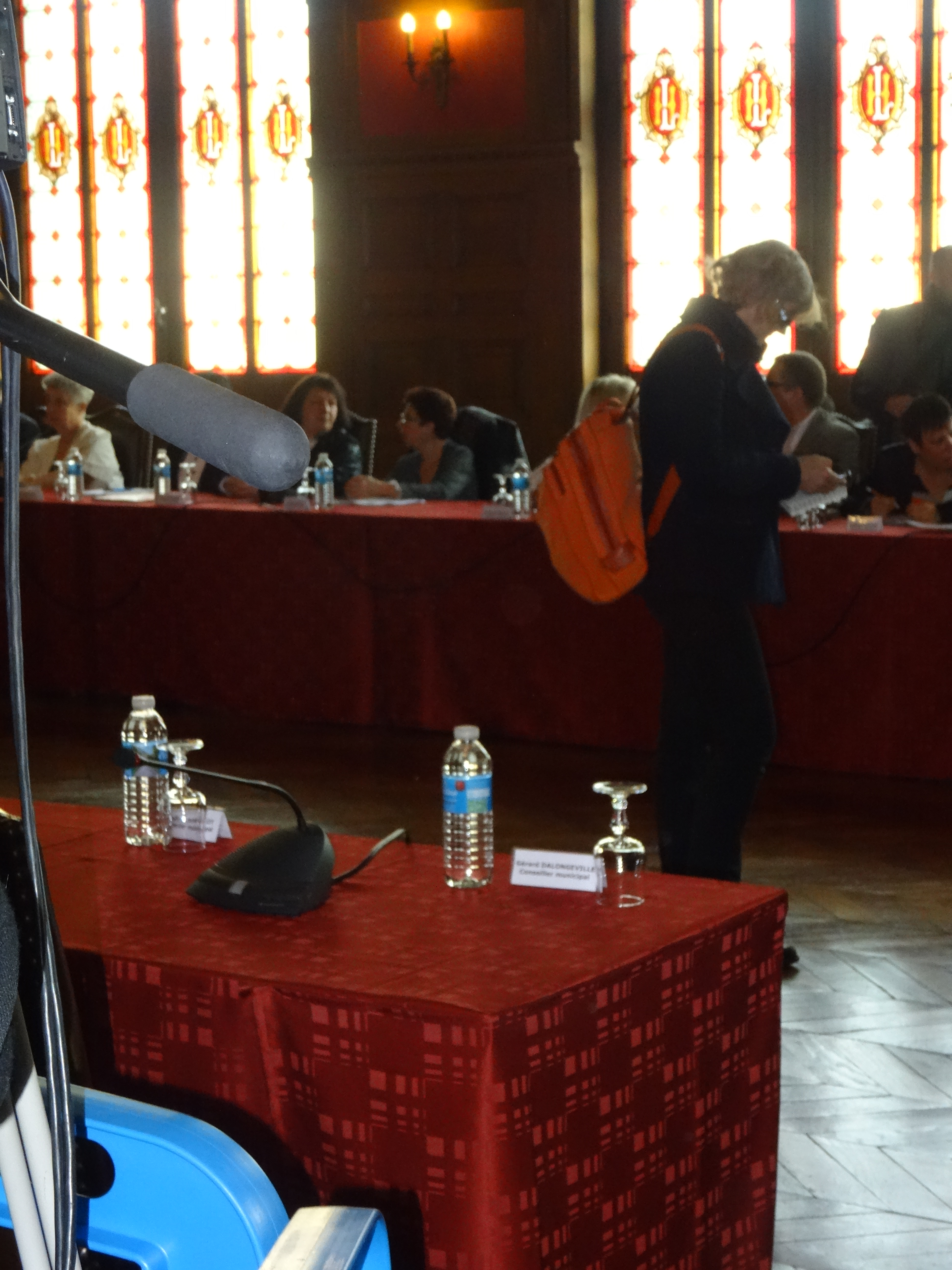
Siège vide de Gérard Dalongeville au conseil municipal d'Hénin-Beaumont le 30 mars 2014, lors de l'élection de Steeve Briois en tant que maire.

- 2001-2008 : maire d'Hénin-Beaumont, 1er vice-président de la communauté d'agglomération d'Hénin-Carvin
- 2008-2009 (suspendu en avril, révoqué en mai) : maire d'Hénin-Beaumont, conseiller communautaire de la communauté d'agglomération d'Hénin-Carvin
- 2014-15 novembre 2014[23] : conseiller municipal d'Hénin-Beaumont (opposition).

## Écrits
- Rose Mafia, Paris, Jacob-Duvernet, 2012, 297 p. (ISBN 978-2-84724-402-1)
- (avec Martin Leprince) Rose Mafia 2 l'enquête, Paris, Jacob-Duverneet, 2012, 300 p.  (ISBN 978-2847244236)
- PS je t’aime, moi non plus, Jean-Claude Gawsewitch, 2013, 208 p.  (ISBN 978-2350133669)
- Pen perdu, Paris, Jacob-Duvernet, 2013, 207 p.  (ISBN 978-2847244762)